# Ger Poppelaars
Ger Poppelaars (Roosendaal, 2 november 1953) is een Nederlandse scenarioschrijver en regisseur van speelfilms, documentaires, televisieseries en levensfilms.

## Biografie
Ger Poppelaars groeide op in Roosendaal. Nadat hij daar aan het Norbertuscollege het diploma gymnasium alfa had behaald, ging hij geschiedenis studeren aan de Universiteit van Amsterdam. Na zijn kandidaatsexamen geschiedenis maakte hij een overstap naar de eveneens in Amsterdam gevestigde Nederlandse Filmacademie. Hij studeerde af in scenario, regie en montage.
Hij schreef en regisseerde zijn eerste bioscoopfilm De drie beste dingen in het leven in 1992. In 1999 ontving hij voor zijn familiefilm Missing Link - samen met Timo Veltkamp - het Gouden Kalf voor het beste scenario. Hij maakte in 2002 de politieke thriller Paramaribo Papers. In 2003 regisseerde hij de telefilm Sloophamer, in 2012 gevolgd door de komische telefilm Laptop. In 2018 schrijft hij samen met Rogier Proper aan het scenario voor de speelfilm "Happy Together".
Als regisseur werkte hij in 1993 en 1994 voor het documentaireprogramma Diogenes van de VPRO in onder andere Zuid-Afrika, Estland, Georgië, Griekenland en Libanon. In opdracht van de NOS maakte hij documentaires over danseres Anne Teresa De Keersmaeker, schilder Rob Scholte, theatermaker Bartabas en hij maakte voor deze omroep eveneens verschillende “Jazzportretten”. Voor de AVRO regisseerde hij de vijfdelige serie Verhalen van Vogelenzang en de theaterdocumentaire-serie Allemaal Theater. De zesdelige serie Bach Cantates regisseerde hij voor de NCRV. Hij regisseerde diverse afleveringen van de tv-series De aanklacht, Baantjer, Grijpstra & De Gier, Wolfseinde,  Deadline, Dokter Tinus en Dokter Deen. Bij de Talpa-serie Divorce was hij scripteditor.
De documentaire Het Grootste van het Grootste - Abraham Tuschinski maakte hij in 2001 voor de NOS. In 2013 werd zijn lange documentaire Vlucht uit Holland uitgezonden door de VPRO. In deze film maakt grafisch ontwerper Bau Winkel - aan de hand van de getekende kroniek van zijn vader - nog eenmaal de lange tocht van zijn ouders door bezet Europa toen die in 1942 vanuit Nederland moesten vluchten voor de Duitse bezetter. Zijn documentaire De Stamhouder, over het dramatische leven van de familie van schrijver Alexander Münninghoff, werd in het najaar van 2017 vertoond door de IKON/EO.
Ger Poppelaars maakt ook levensfilms. In deze documentaires volgt hij gedurende langere tijd mensen naar aanleiding van een bijzondere gebeurtenis in hun leven zodat een filmisch portret ontstaat als monument én momentum van iemands leven.
Jarenlang was Ger Poppelaars actief als bestuurder van verschillende filmberoepsorganisaties. Hij was voorzitter van de Nederlandse Beroepsvereniging van Film- en Televisiemakers (1992-1997), medeoprichter en voorzitter van het Netwerk van Scenarioschrijvers (2001-2005) en vicepresident van de FERA, de Europese Vereniging van Filmregisseurs (2008-2010). Van 2006 tot 2013 was hij voorzitter van de Dutch Directors Guild dat door hem mee werd opgericht. Hij was kroonlid van de Raad voor de Kunst (1997-2002) en de Amsterdamse Kunstraad (2012-2015).
Ger Poppelaars is ook pianist. Hij speelde lange tijd bij de latin-jazz band The Real Specs voor wie hij veel songs componeerde.
In 2018 behaalde hij aan de Open Universiteit zijn master Kunst- en Cultuurwetenschappen met een masterscriptie over de paradoxen van de modernisering in de tweede helft van de negentiende eeuw naar aanleiding van de komst van het eerste station van Roosendaal in 1854, met als Engelse titel: "The Roosendaal Railway Station (1854-1907), The paradoxes of modernisation in relation with the first railway station in Roosendaal."

## Filmografie

### Speelfilms
- 2012 - Laptop (Waterlandfilm/EO)
- 2003 - Sloophamer (Metropolis Media/KRO televisie)
- 2002 - Paramaribo Papers (Paramaribo Paper filmproductie/VARA)
- 1998 - Missing Link (Theoremafilms/Dutch Mountain/TROS/ARTE/BRT)
- 1992 - De drie beste dingen in het leven (Studio Nieuwe Gronden/NPS)

### Documentaires
- 2017 - De Stamhouder, Alexander Münninghoff (GP Film & TV-producties/IKON/EO, 55 min.)
- 2014 - Louis Barthas, Poilu (GP Film & TV-producties, 15 min.)
- 2012 - Vlucht uit Holland (GP Film & TV-producties/VPRO, 80 min.)
- 2004 - Allemaal Theater vier afleveringen (TV Dits/AVRO, 4×55 min.)
- 2001 - Het Grootste van het Grootste - Abraham Tuschinski (Nedfilm NPS, 80 min.)
- 2000 - Bartabas, Theâtre Équestre (NPS, 25 min.)
- 1999 - Epitaph, Charles Mingus (NPS, 25 min.)
- 1997 - Focus (Zeppers/NPS, 55 min.)
- 1996 - Bach Cantates, Ton Koopman (IDTV/NCRV, 6×55 min.)
- 1995 - Verhalen van Vogelenzang (K&B producties/AVRO, 5×55 min.)
- 1987 - Reproduktie Verplicht, Rob Scholte (NOS, 55 min.)
- 1986 - Décalages, AnneTeresa de Keersmaecker (NOS, 60 min.)

### Tv-series
- 2013 - Dokter Deen, vier afleveringen (Eyeworks/Omroep MAX)
- 2013 - Dokter Tinus, twee afleveringen (Fouronemedia/SBS6)
- 2013 - Divorce, scripteditor (Talpa/RTL 4)
- 2010 - Deadline, twee afleveringen (VARA)
- 2008 - Wolfseinde, tien afleveringen (IDTV, Omroep Brabant)
- 2008 - Het Verleden van Nederland, twee afleveringen, (IDTV/NPS)
- 2006 - Grijpstra & de Gier, diverse afleveringen (Endemol/RTL 4)
- 2005 - Baantjer, diverse afleveringen (Endemol/RTL 4)
- 2000 -  De Aanklacht, drie afleveringen (AVRO)

### Privédocumentaires/levensfilms
- 2017 - Roslyn
- 2016 - Raul & Guadelupe
- 2015 - Kapellerput
- 2014 - Paul, 80
- 2013 - Joop
- 2005 - Oom Jan

### Prijzen en nominaties
- Nominatie DDG Award - Vlucht uit Holland, 2014
- Gouden Beeld voor Beste Acteur - Sloophamer, 2003
- Nominatie Gouden Kalf voor Beste Scenario - Paramaribo Papers, 2002
- Juryprijs Kalamáta Documentaire Filmfestival - Het Grootste van het Grootste - Abraham Tuschinski, 2002
- Nominatie Gouden Beeld voor Beste Actrice - De Aanklacht, 2001
- Nominatie LIRA Award - De Aanklacht, aflevering De Eurotop, 2001
- EBU Scenario Prijs, Genève - Guaracha, 1998
- Nominatie Speelfilmscenario Rotterdam - Guaracha, 1999
- Gouden Kalf voor Beste Scenario - Missing Link, 1999
- Nominatie Gouden Kalf voor Regie - Missing Link, 1999
- Bronzen Giffoni - Salerno, - Missing Link, 1999
- Filmfest Berlijn - Missing Link, 1999
- Prijs van het Publiek, Filmfestival Moskou - De drie beste dingen in het leven, 1993
- Eervolle vermelding Europese Filmprijs, Portugal - De drie beste dingen in het leven,1993
- Beste Actrice Filmfestival Gijon, Spanje - De drie beste dingen in het leven, 1993
- Prix Libération, Frankrijk - De drie beste dingen in het leven, 1994
- Beste Film, Filmfestival Angers - De drie beste dingen in het leven, 1994
- Nominatie Gouden Kalf voor Beste Acteur - De drie beste dingen in het leven, 1993